# Định tuyến-SMLT
Định tuyến-SMLT (R-SMLT) là một giao thức mạng máy tính được thiết kế bởi Nortel (nay được mua lại bởi Avaya) như là một nâng cao để SMLT cho phép việc trao đổi thông tin giữa các lớp 3 nút ngang nhau trong một Cluster Switch cho khả năng phục hồi tuyệt vời và đơn giản cho cả Lớp 3 và Lớp 2.
Trong nhiều trường hợp, mạng lõi hội tụ-lần, sau một hư hỏng bị phụ thuộc vào độ dài của thời gian một giao thức định tuyến yêu cầu hội tụ thành công (thay đổi hoặc tái giao thông tuyến đường xung quanh lỗi này). Tùy thuộc vào giao thức định tuyến cụ thể, lần hội tụ này có thể gây gián đoạn mạng từ vài giây lên đến vài phút. Điểm đặc trưng của Định tuyến-SMLT Avaya là phù hợp với tính năng công nghệ SMLT, và DSMLT để cung cấp Sub-second failover (một chức năng dùng để tự động chuyển sang 1 server dự phòng làm cho mạng vẫn hoạt động liên tục khi server chính bị lỗi)(thường là dưới 100 mili giây) vì vậy sẽ không có phản hồi về tình trạng ngưng hoạt động nào từ người dùng đầu cuối. Sự phục hồi chớp nhoáng này đáp ứng cho nhiều mạng mang tính chất sống còn, vì tại những mạng này nếu việc ngưng hoạt động xảy ra có thể gây ra thiệt hại cuộc sống hoặc tổn thất tiền tệ rất lớn.
Những cấu trúc bố trí phần tử mạng (Topologies) của RSMLT định tuyến cung cấp một khái niệm chủ động tích cực cho định tuyến mạng lõi SMLT. Giao thức này hỗ trợ các mạng được thiết kế với SMLT hoặc DSMLT hình tam giác, hình vuông, và SMLT hoặc lưới DSMLT topo đầy đủ, với việc định tuyến được kích hoạt trên VLAN lõi. R-SMLT đảm trách công việc chuyển tiếp gói trong những hư hỏng của core router và phù hợp với bất kỳ loại giao thức nào sau đây: IP tĩnh Unicast Tuyến, RIP1, RIP2, OSPF, BGP và IPX RIP.

## Bằng sáng chế
United States Patent 20050007951